# ДС-У2-ИП
ДС-У2-ИП (- Ионосферный) — тип советских научно-исследовательских космических аппаратов разработанных в ОКБ-586 (ныне - КБ «Южное») и предназначенных для комплексного исследования характеристик ионосферы Земли в глобальном масштабе до высот 2000 км.

## История создания
В декабре 1959 года создается Межведомственный научно-технический совет по космическим исследованиям при Академии Наук СССР во главе с академиком М. В. Келдышем, на который возлагается разработка тематических планов по созданию космических аппаратов, выдача основных тематических заданий, научно-техническая координация работ по исследованию и освоению верхних слоев атмосферы и космического пространства, подготовка вопросов организации международного сотрудничества в космических исследованиях.
Членом Президиума Межведомственного научно-технического совета по космическим исследованиям утверждается М. К. Янгель. В области прикладных задач проведения подобных работ было поручено НИИ-4 Министерства обороны СССР.
В 1962 году в программу второй очереди пусков ракеты-носителя «63С1», были включены космические аппараты «ДС-А1», «ДС-П1», «ДС-МТ» и «ДС-МГ».
Положительные результаты первых работ, подтвердившие перспективность дистанционных методов решения научных и прикладных задач, стимулировали огромный поток заявок на разработки новых научно-исследовательских космических аппаратов с различной целевой аппаратурой на борту.
После проведения поисковых проектных работ по разработки новой модификации исследовательских спутников стало очевидно, что в связи с многообразием исследовательских задач и различиями между требованиями к новой серии, разработать аппарат одного типа было практически невозможно.
В 1963 году было принято решение о создании трёх модификаций унифицированной спутниковой платформы:
- ДС-У1 — неориентированный в пространстве космический аппарат с химическими источниками энергии;
- ДС-У2 — неориентированный в пространстве космический аппарат с солнечными батареями, в качестве источника энергии;
- ДС-У3 — ориентированный на Солнце космический аппарат с солнечными батареями, в качестве источника энергии.

Малые космические спутниковые платформы стали инструментальной базой для организации международного сотрудничества в области исследования космического пространства по программе «Интеркосмос».

## Особенности конструкции

### Корпус
Основным узлом каждой модификации унифицированной платформы является герметичный корпус, выполненный из специального алюминиевого сплава — АМг-6, что было продиктовано необходимостью обеспечения определенных климатических условий в середини корпуса аппарата. Цилиндрический корпус длиной 1,46 м и диаметром 0,8 м условно разделен на три отсека:
- отсек научной аппаратуры;
- отсек комплекса основных и вспомогательных систем;
- отсек электроснабжения.

### Солнечные батареи
Солнечная батарея общей площадью 5 м2 представляет собой восьмигранную призму с четырьмя поворотными панелями. Основанием солнечной батареи является штампованный каркас, выполненный из комбинации алюминиевых и магнитных сплавов.
На гранях и торцевых поверхностях каркаса устанавливаются стационарные панели солнечной батареи. Четыре поворотные панели прикреплены к каркасу с помощью поворотных механизмов.
В транспортном положении поворотные панели солнечной батареи закреплены на каркасе в свернутом положении. Открепление и установка солнечных панелей происходит во время отделения космического аппарата от ракеты-носителя.
На всех модификациях спутниковых платформ «ДС-У2» и «ДС-У3» применялись фотоэлектрические системы электроснабжения с солнечными батареями кремниевых фотопреобразователей и электрохимическими батареями серебряно-цинковых аккумуляторов, работающих в буферных зарядно — рязрядных режимах.

### Бортовой аппаратный комплекс
Бортовой аппаратный комплекс космического аппарата типа «ДС-У2-ИП» предназначается для командно-информационного, энергетического, климатического и сервисного обеспечения функционирования аппаратуры целевого назначения космического аппарата.
В состав радиотехнического комплекса входит:
- «БРКЛ-Б» — аппаратура командной радиолинии связи, представляет собой узкополосный приемник-дешифратор переданных с Земли сигналов для преобразования их в команды немедленного исполнения;
- «Краб» — аппаратура радиоконтроля орбиты и телесигнализации представляет собой передатчик высокостабильного двухчастотного когерентного сигнала излучения, который используется наземной станцией для

определения орбитальной скорости космического аппарата, а также для передачи информации с датчиков телеметрии;
- «Трал-П2» — аппаратура телеконтроля с запоминающим устройством «ЗУ-2С».

В состав научной аппаратуры входит:
- «ЦЗЛ-Д» — цилиндрический зонд Ленгмюра;
- «Д109-2-10» — датчик;[2]
- «ПЛ-36» — датчик регистрации фотоэлектронов;
- «ПЛ-37» — сферическая трёхэлектродня ловушка;
- «ПЛ-38» — сферическая ионная ловушка;
- «ПЛ-39» — ионная ловушка сотового типа.[2]

## Предназначение платформы
Спутниковая платформа космических аппаратов типа «ДС-У2-ИП» была предназначена для комплексного исследования важнейших характеристик ионосферы Земли по всей территории земного шара до высот 2000 км.
Заказчиком и постановщиком данного научного эксперимента был Радиоастрономический институт имени П. К. Штернберга Московского государственного университета Министерства высшего и среднего специального образования.

## Эксплуатация
На базе платформы «ДС-У2-ИП» был разработан и запущен со стартовой площадки космодрома «Плесецк» космический аппарата серии «Космос» — «Космос-378».

## Результаты экспериментов
В процессе функционирования аппарата исследованы концентрации ионов и электронов, химический состав ионов, а также поглощение в атмосфере Земли ультрафиолетового излучения Солнца. Измерены потоки энергетических частиц, относящихся к внешнему радиационному поясу и потоку электронов с энергиями до 10 кэВ
Во время полёта космического аппарата «Космос-378» были получены следующие научные результаты:
- при помощи сопоставления данных полученных при помощи научной аппаратуры на борту космического аппарата и результатов наблюдений наземных обсерваторий были в хорошей степени изучены взаимосвязи и род состояний ионосферной плазмы с высыпанием потоков заряженных частиц;
- исследованы пространственные и временные вариации протонов с энергиями больше, чем 1 МэВ в четырёх широтных поясах — от 66° до 68°, 32° — 66°, 55° — 66° и в диапазоне от 0° до 10°;
- проведены исследования потоков электронов с энергиями в диапазоне от 0,5 до 12 КэВ,
- в ходе эксперимента была произведена оценка скорости электрического дрейфа электронов в высокоширотной зоне;
- исследована анизотропия электронных потоков с энергиями 0,5 — 12 КэВ на высоких широтах;
- получены данные необходимые для сравнения потоков электронов, направленных в обе стороны, по отношению к поверхности Земли;
- Также было выявлено, что коэффициенты отражения электронов достигали 0,3 — 0,45 в конусе потерь, а вне конуса потерь часто были близки к единице;
- зарегистрированы случаи, когда потоки отражённых электронов превосходили потоки падающих на поверхность Земли;
- получены данные, что позволяют определить направления тока, переносимого электронами в иносфере.
- одновременное измерение температуры ионосферных электронов, положительных ионов и потоков протонов с энергиями 0,8 — 10 кэВ в области F ионосферы северного полушария в вечерние и ночные часы на широтах 56° — 70° в магнитоспокойный период и во время активной фазы магнитных бурь показало следующее:

- во время магнитосферных возмущений концентрация заряженных частиц в максимуме области F уменьшается, шкала высот возрастает, вместо чёткого максимума концентрации ионов в области F2 наблюдается расплывчатый максимум; на участке орбиты спутника в зоне высыпания имеет место сходство между распределением ионной концентрации и распределением интенсивности высыпающихся электронов с энергией больше 0,8 кэВ;

- в периоды магнитных возмущений температура электронов в ионосфере повышается по сравнению с магнитоспокойными периодами с 3000 К до 4000 — 5000 К, причём распределение температуры в области регистрации потоков электронов с энергией больше 0,8 кэВ обнаруживает черты сходства с распределением потоков высыпающихся частиц;

- зоны высыпания электронов вдоль траектории полёта космического аппарата имеют во время возмущений резко очерченные границы в интервале широт от 60° до 70°;

- в зоне высыпания электронов с энергиями больше 0,8 кэВ функция распределения ионосферных электронов по энергиям сильно отличается от максвелловского благодаря наличию надтепловых хвостов;

- на основе результатов исследований выдвинута гипотеза о возможности того, что наблюдаемый в субавроральных широтах аномальный разогрев ионосферы в магнитоспокойное время может быть связан с высыпанием частиц при диссипации DR-токов, обусловленной, в частности, процессами, протекающими вблизи плазмопаузы.